# Сабакайка
Сабакайка — деревня в Алексеевском районе Татарстана. Входит в состав городского поселения посёлок городского типа Алексеевское.

## География
Находится в западной части Татарстана на расстоянии приблизительно 8 км по прямой на юго-запад от районного центра Алексеевское.

## История
Основана в 1690-х годах чувашами. В начале XX века здесь была церковь, сгорела в 1910 году.

## Население
Постоянных жителей было: в 1782 — 61 душа мужского пола, в 1859 — 872, в 1897 — 661, в 1908 — 938, в 1920 — 896, в 1926 — 725, в 1938 — 528, в 1949 — 306, в 1958 — 280, в 1970 — 173, в 1989 — 93, в 2002 — 84 (русские 92 %), 55 — в 2010.